# Phiole
Eine Phiole (lateinisch fiola, altgriechisch φιάλη phiále ‚Schale‘, ‚Gefäß mit breitem Boden‘) ist ein birnenförmiges Glasgefäß mit langem, engem Hals, das bereits von den Alchemisten der Antike benutzt wurde.

## Verwendung
Heute finden Phiolen vor allem in Chemie, Pharmazie und Medizin eine Reagenzgläsern ähnliche Verwendung. Teilweise werden größere Phiolen auch zur Aufbewahrung von Parfüm oder Spirituosen benutzt.

Phiolen für pharmazeutische Zwecke
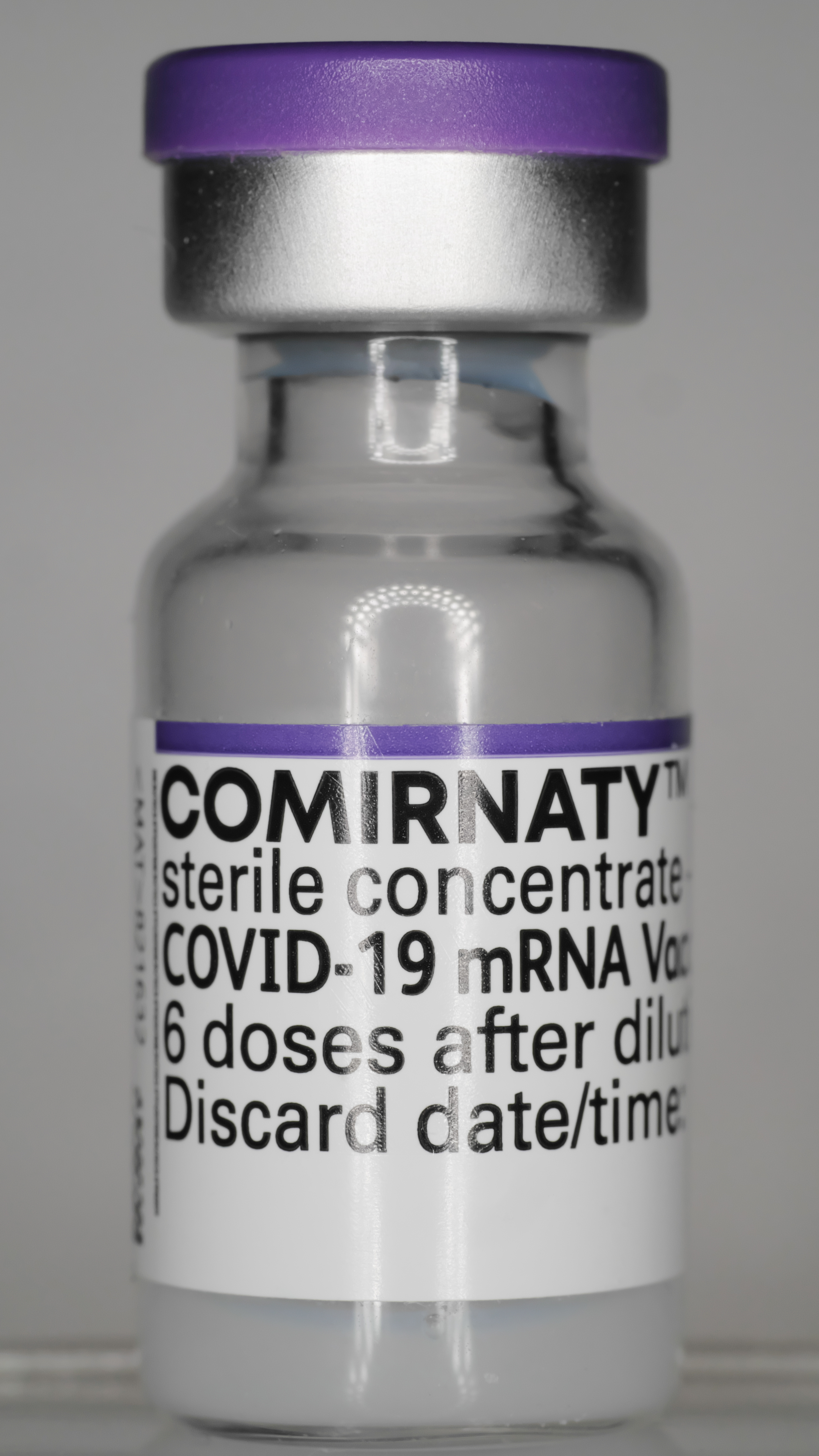
Ungeöffnete und mit einem violetten Deckel versiegelte Phiole mit dem aufgetauten und noch unverdünnten mRNA-basierten COVID-19-Impfstoff des Handelsnamens Comirnaty. Die Höhe beträgt 40 Millimeter und der Außendurchmesser 16 Millimeter.
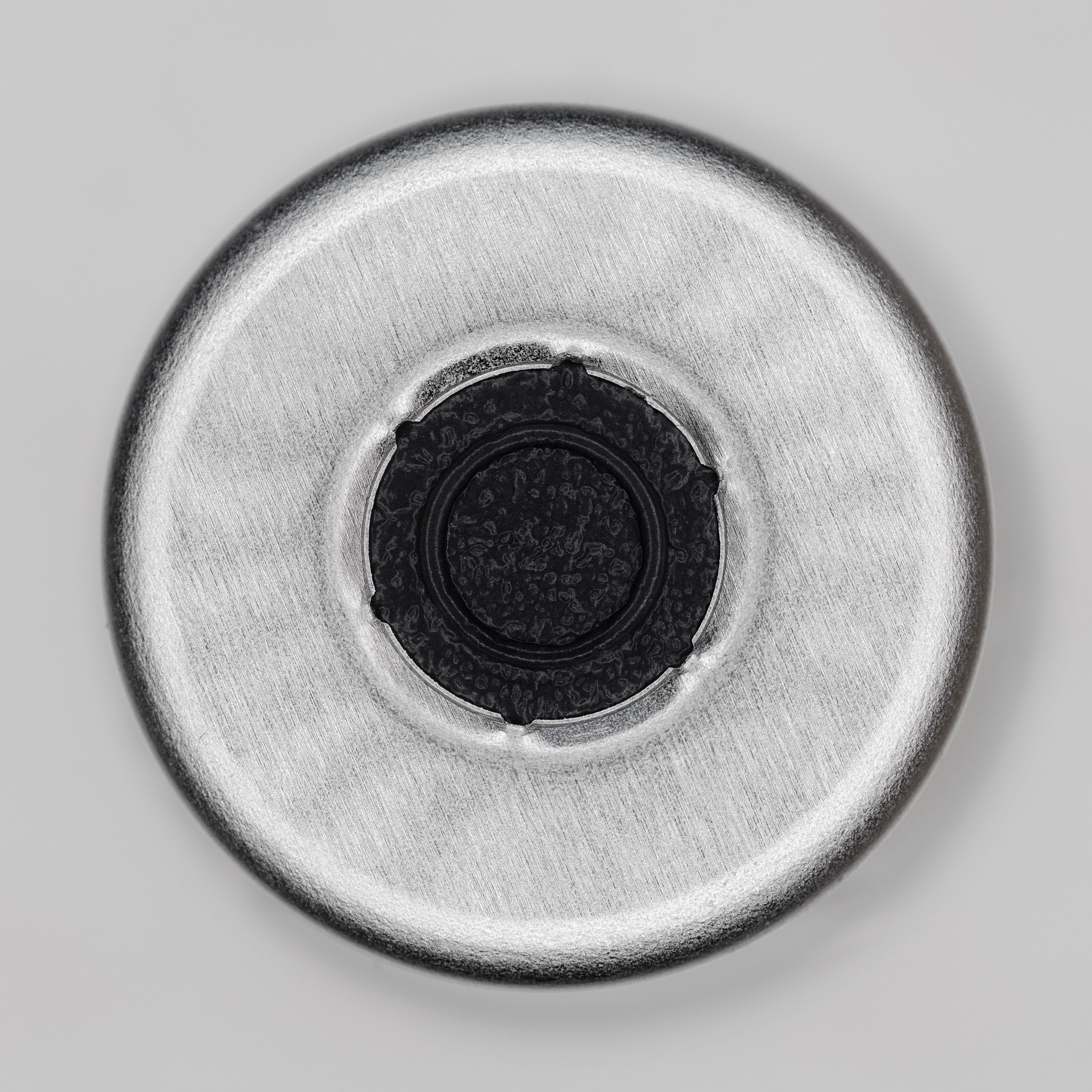
Phiole von oben mit aufgebrochenem Deckel für Impfstoff mit der zentralen Einstichfläche für die Spritze. Der Außendurchmesser des Deckels beträgt 14 Millimeter.